# Parkocranaus
Parkocranaus is een geslacht van hooiwagens uit de familie Cranaidae.
De wetenschappelijke naam Parkocranaus is voor het eerst geldig gepubliceerd door Mello-Leitão in 1949. 

## Soorten
Parkocranaus is monotypisch en omvat slechts de volgende soort:
- Parkocranaus bimaculatus